# Západoaustralská univerzita
Západoaustralská univerzita (anglicky University of Western Australia, UWA) je veřejná univerzita, která má sídlo v západoaustralském hlavním městě Perthu. Byla založena v roce 1911 nařízením Parlamentu Západní Austrálie a vyučovat se zde začalo o dva roky později. Je šestou nejstarší univerzitou v Austrálii a až do založení Murdochovy univerzity v roce 1973 byla jedinou univerzitou v Západní Austrálii.
Mezi absolventy UWA patří jeden australský premiér (Bob Hawke), pět soudců Nejvyššího soudu Austrálie (včetně jednoho předsedy Nejvyššího soudu Austrálie), jeden guvernér Australské rezervní banky, řada ministrů australské federální vlády a sedm posledních západoaustralských ministerských předsedů. V roce 2018 získal absolvent školy, matematik Akshay Venkatesh, prestižní Fieldsovu medaili. Dva členové profesorského sboru UWA, Barry Marshall a Robin Warren, získali Nobelovu cenu za fyziologii a lékařství za objev uskutečněný při výzkumu na univerzitě.

## Historie
Původní univerzitní kampus, kam nastoupili první studenti v březnu 1913, se nacházel v centru Perthu v oblasti mezi Irwin Street, Hay Street a St Georges Terrace. Tento areál univerzitě sloužil až do roku 1932, kdy se přestěhovala do současné lokality na předměstí Crawley.
Zakládající rektor univerzity, sir John Winthrop Hackett, zemřel v roce 1916 a odkázal škole značný majetek. Po 10 letech pečlivého spravování přinesl univerzitě 425 000 liber šterlinků, za něž mohly být postaveny hlavní budovy nového univerzitního areálu. Hackettovo jméno dnes nese řada staveb v kampusu. Je s ním spojena i řada stipendií pro nadané nemajetné studenty.

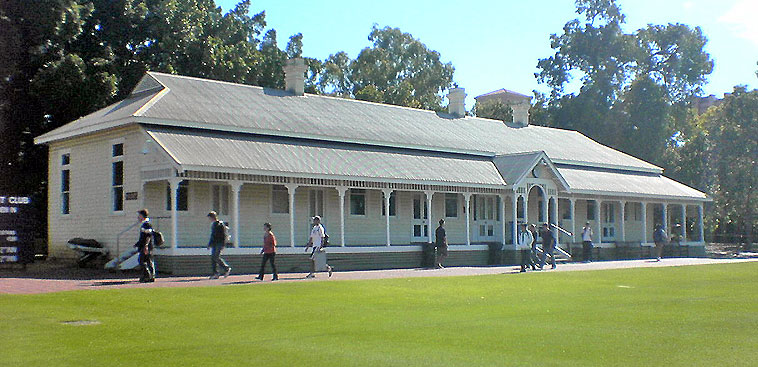
Irwin Street Building

Pozůstatkem připomínajícím budovy původního univerzitního areálu je takzvaná Irwin Street Building, pojmenovaná podle místa, kde původně stála. Ve 30. letech byla přenesena do nového areálu, kde v průběhu let sloužila různým účelům. Roku 1987 se dočkala rekonstrukce, po níž byla přemístěna v rámci kampusu a sloužila pro potřeby univerzitního senátu. V současnosti ji užívá univerzitní archiv. Budova je zapsána na seznamech chráněných kulturních památek a australského národního dědictví.
V roce 1946 zavedla univerzita udělování akademického titulu Ph.D. a první doktorát byl udělen v říjnu 1950. Obdržel jej Warwick Bottomley za výzkum chemismu původních rostlin Západní Austrálie.

## Fakulty
Univerzitu tvoří celkem 9 fakult. Jsou to:
- Fakulta architektury, zahradní architektury a výtvarného umění
- Fakulta umění, humanitních a společenských věd
- Fakulta ekonomie a obchodu
- Fakulta vzdělávání
- Fakulta inženýrství, informatiky a matematických věd
- Fakulta právnická
- Fakulta biologických věd
- Fakulta lékařská a stomatologická
- Fakulta přírodních a zemědělských věd

Přímo v areálu univerzity se nacházejí i vysokoškolské koleje (residential colleges), jako je St George's College, St Catherine's College, Trinity College, Currie Hall nebo Sir Thomas More College.

## Známí absolventi
- Kim Beazley – bývalý australský vicepremiér a guvernér Západní Austrálie
- Robert French – bývalý předseda Nejvyššího soudu Austrálie
- Paul Hasluck – bývalý generální guvernér Austrálie
- Bob Hawke – bývalý australský premiér
- Barry Marshall – nositel Nobelovy ceny za fyziologii a lékařství
- Shirley Stricklandová – trojnásobná olympijská vítězka
- Akshay Venkatesh – nositel Fieldsovy medaile
- Robin Warren – nositel Nobelovy ceny za fyziologii a lékařství